# Kendenup
Kendenup är en ort i Australien. Den ligger i kommunen Plantagenet Shire och delstaten Western Australia, omkring 330 kilometer sydost om delstatshuvudstaden Perth. Antalet invånare är 1 292.
Trakten runt Kendenup är nära nog obefolkad, med mindre än två invånare per kvadratkilometer.. Närmaste större samhälle är Mount Barker, omkring 17 kilometer söder om Kendenup. 
Trakten runt Kendenup består till största delen av jordbruksmark. Genomsnittlig årsnederbörd är 808 millimeter. Den regnigaste månaden är september, med i genomsnitt 134 mm nederbörd, och den torraste är februari, med 12 mm nederbörd.